# 漂亮风毛菊
漂亮风毛菊（学名：Saussurea bella）为菊科风毛菊属的植物，为中国的特有植物。分布于中国大陆的青海等地，生长于海拔3,600米的地区，目前尚未由人工引种栽培。